# Amore amaro
Pour plus de détails, voir Fiche technique et Distribution.
Amore amaro est un film italien réalisé par Florestano Vancini, sorti en 1974, avec Leonard Mann et Lisa Gastoni dans les rôles principaux. Pour ce rôle, Lisa Gastoni remporte le deuxième Ruban d'argent de la meilleure actrice de sa carrière.

## Synopsis
Le film, qui se déroule dans la ville de Ferrare dans les années 1930, narre l'histoire d'un amour impossible entre un jeune étudiant, Antonio Olivieri (Leonard Mann), et une veuve de trente-cinq ans, Renata Andreoli (Lisa Gastoni), qui a des enfants. Les différences sociales et politiques des deux amoureux vont empêcher leur relation de se développer. 

## Fiche technique
- Titre : Amore amaro
- Titre original : Amore amaro
- Réalisation : Florestano Vancini
- Scénario : Suso Cecchi D'Amico et Florestano Vancini d'après le roman homonyme de Carlo Bernari
- Photographie : Dario Di Palma
- Montage : Nino Baragli
- Musique : Armando Trovajoli et Renato Serio (it)
- Décors : Carlo Egidi (it)
- Producteur : Franco Monferini
- Société de production : FRAL Cinematografica
- Pays d'origine :  Italie
- Langue : Italien
- Format : Couleur
- Genre : Film dramatique
- Durée : 106 minutes
- Dates de sortie :  Italie : 1974

## Distribution
- Lisa Gastoni : Renata Andreoli
- Leonard Mann : Antonio Olivieri
- Rita Livesi : la mère de Renata
- Germano Longo (it) : Francesco Galli
- Maurizio Fiori : Vittorio
- Nino Dal Fabbro (it) : Matteo

## Autour du film
- Il s'agit d'une adaptation du roman homonyme de l'écrivain Carlo Bernari.

## Récompenses et distinctions

### Prix
- Ruban d'argent de la meilleure actrice en 1975 pour Lisa Gastoni.